# KCalc
KCalc è una calcolatrice scientifica per KDE. È presente tipicamente nelle distribuzioni Linux che utilizzano questo ambiente desktop ma, naturalmente, può essere utilizzata anche in altri ambienti.

## Caratteristiche
Oltre alle comuni funzioni presenti tipicamente nelle calcolatrici scientifiche, KCalc è caratterizzato da:
- supporto per funzioni trigonometriche, operazioni logiche e calcoli statistici;
- supporto del display a operazioni di copia/incolla;
- personalizzazione del colore e del tipo di carattere del display;
- possibilità di configurare la precisione e il numero di cifre dopo la virgola;
- utilizzo di scorciatoie da tastiera.

## Costanti fisiche e matematiche

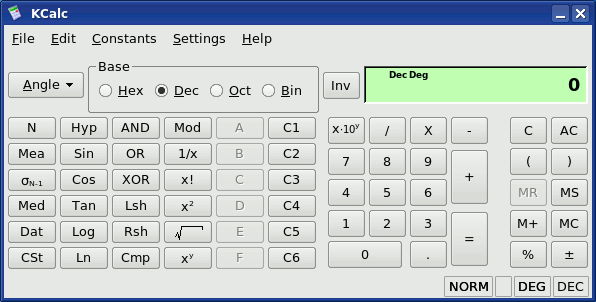
KCalc con i pulsanti abilitati: Science/Engineering, Statistic, Logic e Constant

Sono utilizzabili tramite un apposito menu:
Matematica
- Pi greco;
- Numero di Eulero;
- Rapporto aureo;

Elettromagnetismo
- Velocità della luce;
- Carica elementare;
- Impedenza del vuoto;
- Permeabilità magnetica del vuoto;
- Costante dielettrica del vuoto;

Fisica atomica e nucleare
- Costante di Planck;
- Carica elementare;
- Costante di struttura fine;

Termodinamica
- Costante di Boltzmann;
- Unità di massa Atomica;
- Costante universale dei Gas perfetti;
- Costante di Stefan-Boltzmann;
- Costante di Avogadro;

Gravità
- Costante di Gravità;
- Accelerazione sulla superficie terrestre.